# Julia Jiménez Angulo
Julia Licet Jiménez Angulo (Villa de Álvarez, Colima, 19 de septiembre de 1977) es una política mexicana, miembro del Partido Acción Nacional (PAN). Ha sido diputada local, diputada federal para el periodo de 2021 a 2024 y reelegida en el cargo para el de 2024 a 2027.

## Biografía
Es licenciada en Derecho por el Centro de Estudios Universitarios Vizcaya de las Américas, fue coordinadora administrativa de la Sala de Regidores del gobierno de Colima. De 2012 a 2015 fue regidora del ayuntamiento de Colima presidido por Federico Rangel Lozano, y, durante el mismo periodo, presidenta del comité municipal del PAN en la capital del estado. 
En las elecciones estatales de 2015 fue postulada por el PAN como candidata a diputada por el principio de representación proporcional, resultando elegida a la LVIII Legislatura del Congreso del Estado de Colima de dicho año al de 2018. De 2017 a 2018 fue presidenta estatal del PAN en Colima. 
En 2021 fue elegida diputada federal por el principio de representación proporcional a la LXV Legislatura de ese año a 2024; en ella fue secretaria de la comisión de Marina; e integrante de las comisiones de Protección Civil y Prevención de Desastres; y, de Vivienda. Se separó del cargo mediante licencia entre el 8 de noviembre y el 23 de diciembre de 2021.
Fue postulada a la reelección en el mismo cargo y principio, resultando relegida para al LXVI Legislatura de 2024 a 2027; en esta nueva legislatura es secretaria de la comisión de Marina; e integrante de las comisiones de Turismo; y, de Vivienda.